# Vojteh Pertot
Vojteh Pertot, slovenski zdravnik internist in infektolog, * 25. januar 1921, Maribor, † ?

## Življenje in delo
Rodil se je v zakonu uradnika Viktorja in gospodinje Valerije Pertot rojene Gruden. Po 1. svetovni vojni sta se zakonca iz Nabrežine preselila v Maribor. Po maturi 1939 na realni gimnaziji v Mariboru je začel s študijem medicine v Beogradu, nadaljeval na ljubljanski medicinski fakulteti ter  leta 1945 diplomiral na Univerzi v Padovi. Po stažu v Trstu in kratkem službovanju v Coni B Svobodnega tržaškega ozemlja se je v Ljubljani specializiral za infekcijske bolezni. Od 1952 je služboval v piranski bolnišnici. Ko je bil leta 1955 odprt oddelek za nalezljive bolezni je postal njegov predstojnik in ga uspešno vodil do 1975. Leta 1970 je opravil dodatno specializacijo iz interne medicine in 1975 prevzel vodstvo  oddelka interne medicine v splošni bolnišnici Koper v Ankaranu. Z oddelkom se je preselil v zgradbo nove bolnišnice nad Izolo, kjer je ostal do upokojitve leta 1988.
Primarij Pertot se je strokovno izpopolnjeval na infekcijski kliniki v Zagrebu. Sodeloval je na strokovnih srečanjih v Jugoslaviji in tujini. Večkrat je predaval v okviru istrske podružnice slovenskega zdravniškega društva, ki ga je leta 1982 imenovalo za častnega člana. Več strokovnih in poljudnih člankov iz področja infekcijskih bolezni in interne medicine je objavil v raznih listih in strokovnih revijah. Deset let je predaval na srednji medicinski šoli v Piranu in bil sedem let (1967-1974) poslanec v socialno-zdravstvenem zboru Skupščine Socialistične republike Slovenije.